# Vesnické divadlo
Vesnické divadlo (VD) bylo založeno komunistickým ministrem zemědělství J. Ďurišem v roce 1945 při ministerstvu zemědělství. Po únoru 1948 převedlo ministerstvo zemědělství řídící agendu Vesnického divadla na Jednotný svaz českých zemědělců. V letech 1945–1950 sídlilo v podkroví budovy ministerstva zemědělství a v roce 1950 přesídlilo do zámečku v Praze–Hloubětíně. Po rozpuštění Jednotného svazu českých zemědělců (r. 1952) podléhalo od začátku roku 1953 Státnímu výboru pro věci umění, později pak Ministerstvu kultury. Vesnické divadlo fungovalo až do roku 1959, kdy bylo přejmenováno na Státní zájezdové divadlo (SZD) a v roce 1962 bylo zrušeno.

## Vznik divadla a jeho začátky

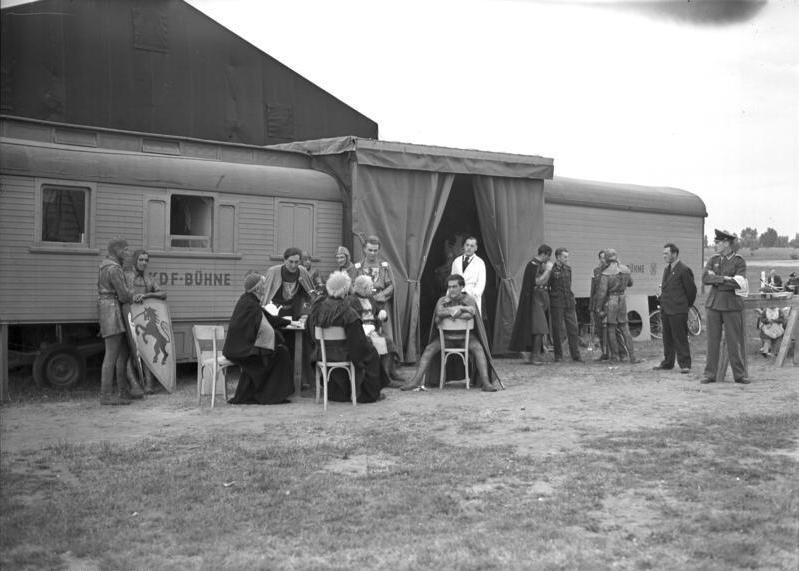
NS-Kraft durch Freude-Bühne auf Rädern (KdF-jeviště na kolech) během svého vystoupení v roce 1939 (Jüterbog u Berlína)

Již na konci druhé světové války se objevila myšlenka vytvořit pro vesnici putující (kočovné) divadlo podle vzoru sovětského „Kolchozního divadla” v duchu Leninova hesla „Umění patří lidu“. Obdobné zájezdové divadlo jako nástroj propagandy využívala také NSDAP při své organizaci „Kraft durch Freude” (KdF-Bühne auf Rädern / Síla z radosti-jeviště na kolech).
Po květnovém povstání v roce 1945 vznikl v redakci „Zemědělských novin“ (deníku Jednotného svazu českých zemědělců), pod vedením šéfredaktora Antonína Nedvěda, který vystřídal šéfredaktora Antonína Volavku, a po diskusích s divadelními teoretiky a kritiky A. M. Brousilem a Emanuelem Janským, plán zájezdového divadla.. Divadlo mělo vzdáleně navazovat na dřívější kočující divadla, mj. na „První divadelní společnost českou pro venkov“, řízenou Josefem Aloisem Prokopem, na společnost Pavla Švandy ze Semčic, na „Divadlo sdružených měst Východočeských“ a celou řadu dalších.. Svým repertoárem mělo být zaměřeno nejen na dospělého diváka, ale i na nejmenší.
V říjnu 1945 se rozhodl komunistický ministr zemědělství Július Ďuriš zřídit podle sovětského vzoru zájezdové „Vesnické divadlo”, kterému až do roku 1948 konkurovala na venkově celá řada místních ochotnických spolků. Divadlo obdrželo prostory v podkroví budovy ministerstva zemědělství na Těšnově, kde si zřídilo kanceláře, dílny a zkušební místnosti s malým jevištěm. Zájezdy Vesnického divadla probíhaly za pomoci vlakového spojení a do odlehlých vesnic místními zemědělskými dopravními prostředky. Provozovatelem divadla byl ministerstvem zemědělství ustaven Jednotný svaz českých zemědělců, uměleckým ředitelem režisér Zdeněk Jaromír Vyskočil, provozním ředitelem František Smažík (od listopadu 1945 do června 1946), v čele ústavu stála divadelní rada, tvořená zástupci ministerstva školství, ministerstva zemědělství, Jednotného svazu českých zemědělců, redakce Zemědělských novin a ředitelství divadla.
Zájezdní vesnické divadlo. Na návrh ministra zemědělství J. Duriše bylo ustaveno «Vesnické divadlo», jež bude zajíždět do všech míst v Čechách a na Moravě, kde nepůsobí stálá divadla oblastní. Vlastní dekorace, osvětlovací park a jevištní konstrukce mu umožňují pořádati představení i v místech zapadlých. Uměleckým ředitelem je režisér Zd. J. Vyskočil, provozním ředitelem Fr. Smažík. První soubor absolvoval již zkušební zájezd na Vlašimsku, druhý soubor zahájil zkoušky. Generální zkoušky budou vždy konány v Praze před zástupci kulturní veřejnosti a kritiky, která bude zvána i na představeni mimopražská.
Svobodné slovo, list Československé strany národně-socialistické, 29.01.1946
První divadelní soubor (pracovní skupina) byl ustaven z divadelníků z Ústí nad Orlicí. Tento soubor vyjel na své první představení 17. prosince 1945 železnicí na Vlašimsko, kde uvedl hru F. F. Šamberka J. K. Tyl v režii Fr. Smažíka. Při založení VD bylo stanoveno, že smí hrát jen v obcích do 1000 obyvatel. Zájezdová činnost divadla čítala dva dny v každé zájezdové obci, přičemž první večer se hrála činohra, druhý den odpoledne pohádka pro děti a večer opět činohra. Po volbách v roce 1946 byl ředitelem a uměleckým vedoucím jmenován František Smažík. Již v únoru 1946 byla ustavena druhá pracovní skupina, čítající 17 osob, včetně divadelních profesionálů.
V květnu 1946 se rozjelo Vesnické divadlo na Šternbersko, kam bylo posláno ministerstvem zemědělství jako odměna zemědělcům za vzorné plnění dodávkových povinností. VD mělo na okrese v květnu sehrát přes 20 představení pro dospělé a několik představení pro mládež v následujících obcích: Hnojice, Žerotín, Újezd, Paseka, Uničov, Medlov a Troubelice. Jednalo se o představení „Zdravý nemocný” (Molière), „Veronika” (Faltis), „Tvrdohlavá žena” (J. K. Tyl), „Pohádka o třech princeznách” (F. Smažík podle Bratři Grimmové). Katastrofální úroveň divadelních představení si vysloužila na stránkách deníku «Volného Slova» dlouhou kritiku (z hovorů na scéně čpělo cosi stranicky agitačního).
Bohužel musíme konstatovati, že to byla ukázka, jak se divadlo dělat nemá. Předesíláme předem, že víme, že není každý Vojanem a ne každá Kvapilovou, ale tady se opravdu nedá o uměleckém výkonu mluviti. Laciné odmluvení rolí, dikce falešná a kultura slova je patrně mnohým španělskou vesnicí (žargon pražských periferií.) Gesta přeexponovaná, výprava lacino odbytá, ponurá, ubíjející každou scénu... Líčení nepropracované, málo promyšlené, prosté odbyté, cirkusácké. Kostýmy? Jaká ubohost! Zvláště dámské: Kdyby aspoň na nich tolik špíny nebylo. Zde musíme konstatovati, že naši ochotníci by se nám takhle nepředstavili i kdyby měli pracovati na čištění i v noci. 
Volné Slovo, list československé strany národně socialistické, 18.05.1946
V rámci Vesnického divadla při ministerstvu zemědělství vystupoval od prosince 1945 komik Jindřich Plachta spolu s divadelním a filmovým hercem Františkem Kovaříkem a skupinkou mladých herců Vl. Němotou, Evou Šmeralovou, Zd. Řehořem a režisérem Z. Míkou (členové divadla Divadla 5. května se zájezdovou skupinou zvanou Divadlo pod Plachtou). Pro své první turné si vybrali trojici ruských aktovek, spojených pod názvem »Medvěd« (Krylov: »Medvěd námluvčím«, Čechov: »Medvěd«, Gradov: »Směs práce«). Na začátku května 1946 vystupovala skupina herců s Plachtou například na Znojemsku.
Krásně, až nemilosrdně, hřálo slunce na vyprahlé pole, sady, vinice a rozbitou silnici, po níž ujíždělo a vířilo prach nákladní auto Znojemského družstva, pohazujíc ze strany na stranu ve své karoserii celým souborem «Vesnického divadla» v čele s Jindřichem Plachtou, včetně jejich zavazadel, směrem od Vranova nad Dyjí, přes Znojmo k Jaroslavicím a Božicím.
Týdeník pro pohraničí, Jan Knotek, tajemník JSČZ ve Znojmě, 09.05.1946
Skupina odehrála na 70 představení, avšak v říjnu 1946 skončila činnost z důvodu zdravotního stavu J. Plachty.
Vesnické divadlo do nové sezóny. Pro nastávající druhou sezónu, která začala 15. srpna 1946, byly dosavadní dvě pracovní skupiny rozšířeny o další. Všechny tři pracovní skupiny o 17, 13 a 15 členech jsou vybaveny vlastními dekoracemi, reflektorovými parky, rozváděcími stoly, zvukovými aparaturami i jevištními konstrukcemi, takže opět budou hráti i v těch nejmenších místech, kde sály nejsou divadelně zařízeny a kde divadelní představení nikdy hrána nebyla. První pracovní skupina vyjede na první zájezd dne 16. září do okresu Náchod, ostatní v týdenním intervalu za ní do okresů Sedlčany a Strakonice. Ve všech místech zůstanou pracovní skupiny po dva dny a každý zájezd obsáhne 11 obcí.
Lidová demokracie, orgán Československé strany lidové, 06.09.1946
V době od 1. do 22. října 1946 vyjednala Okresní rada odborů (ORO) ve Strakonicích zájezd Vesnického divadla do 11 obcí (Katovice, Střelské Hoštice, Velký Bor, Lažany Defurovy, Pačejov, Malý Bor, Veřechov, Volenice, Kraselov, Čestice a Vacov), celkem 22 představení pro dospělé a 11 loutkových představení pro děti. Pro dospělé sehrálo VD hry „Dobrodruzi” (E. Bozděch) a „Grand hotel Nevada” (Fr. Langer), pro děti maňáskové divadélko „Kašpárek a hodný koníček”.
Až do první sezóny po únoru 1948 nemělo Vesnické divadlo většinu profesionálních herců, které později odčerpalo z oblastních divadel. V roce 1947 se konala v Brně porada zástupců všech stálých moravských divadel, které se ohrazovaly proti projektu VD ministerstva zemědělství a poskytování mu značných financí. Na poradě též zaznělo, že divadlo mělo sloužit potřebám venkova, ale že zajíždí více do měst a velkých obcí.
Vesnické divadlo na Třebovsku. Ve dnech 1. — 22. února 1947 navštíví náš okres „Vesnické divadlo” z Prahy (soubor 17 dobrých herců). Uvádíme program zájezdu (v každém místě bude tento program): 1. den večer „Les” od A. N. Ostrovského, 2. den odpoledne Maňáskové hry, večer „Ulička” od Jiřího Mahena):

1. a 2. února — Městečko Trnávka, 3. a 4. února Rozstání, 5. a 6. února — Linhartice, 7. a 8 února — Moravská Třebová, 9. a 10. února — Kunčina, 11. a 12. února — Mladějov, 13. a 14. února — Rychnov, 15. a 16. února — Radišov, 17. a 18. února — Staré Město, 19. a 20. února — Třebařov, 21. a 22. února — Krasíkov, 23. a 24. února — Deštná.
Mor. -Třebovský kraj, týdeník pro Mor.-Třebovsko - Svitavsko - Jevíčsko, 31.01.1947
Od 1. září 1947 studovaly všechny tři pracovní skupiny na třetí sezónu nový repertoár: F. F. Šamberk: „Jedenácté přikázání”, F. Šrámek: „Měsíc nad řekou”, J. Verner: „Bohatý chudák”, Z. Bláha: „Hodí se žít” (1947), Petrovič: „Uzel” a Lope de Vega: „Sedlák svým pánem”. Ve třetí sezóně pohostinsky spolupracovali s Vesnickým divadlem režiséři: Karel Palouš z Realistického divadla a Gabriel Hart z Městských divadel pražských, výtvarníci: inž. Miroslav Kouřil, architekt Jan Sládek a František Tvrdek. Zájezdy třetí sezóny byly zahájeny první pracovní skupinou 16. září 1947 na okrese Český Krumlov, druhou a třetí pracovní skupinou 15. října 1947 výjezdem z Prahy. Každý zájezd po okrese trval minimálně 24 dní.

## Vesnické divadlo po únoru 1948
Chodci, kteří mají cestu kolem ministerstva zemědělství, dívají se překvapeně také na zvláštní vozový park, který tam trvale naplňuje ulici. Jsou to tři autobusy s nápisem „Vesnické divadlo“, dále vagony, označené jako ministerské kino, prádelna a kdo ví, co ještě. Jako by přes divadla nebylo kompetentní a odpovědné jen ministerstvo školství a jako by nemohli mít Sokolové své biografy, když může mít dokonce pojízdné kino jako starý Ponrepo pan ministr Ďuriš?
Lidová demokracie, orgán Československé strany lidové, 17.01.1948
Po komunistickém puči a zrušení soukromého podnikání v divadelnictví a rozpuštění více než 60 venkovských divadelních společností převedlo ministerstvo zemědělství řízení Vesnického divadla na Jednotný svaz českých zemědělců, kterému po odebrání odborné zemědělské agendy přidělilo agendu zemědělské osvěty. Repertoár divadla určovalo ministerstvo školství a ministerstvo informací a jeho hlavním úkolem byla kolektivizační agitace a po roce 1951 i agitace pro zakládání JZD (např. Zrotal: Slepice a kostelník; Skalka: Kozí mléko; Prachař: Hádajú sa o rozumné; Smažík: Tvrdohlavci; Řezáčová: Tichá vesnice).
Vesnické divadlo hraje slovensky. Divadlo mladých pionýrů hostilo ve dnech 9. a 10. t. m. první pracovní skupinu slovenského Dědinského divadla, která byla ustavena jako desátá pracovní skupina známého již Vesnického divadla. Za přítomnosti představitelů Jednotných svazů českých a slovenských zemědělců a četného obecenstva zahájilo živou vesnickou veselohrou Petra Pecije »Uzol«. Režisér D. Janda vyzdvihl situační komiku, podporován herci, z nichž zejména O. Holečková v úloze Ranky Jeličové hýřila bujným temperamentem. Vhodně přizvukoval G. Legéň, jako selský chasník Periša. Totéž platí i o M. Buocikovi v roli Rankina, K. Hrobárové jako Bójky a jejích rodičů Peričových, které hráli A. Baláž a J. Fídranská. L. Vychodil vytvořil jednoduchými prostředky scénu, přístupnou venkovskému diváku. Druhou hrou repertoáru byla slovenská hra, líčící pohnuté dny z konce poslední války, od V. Markovičové Záturecké v pohostinské režii D. Želenského z Bratislavy. Dvojici mladých vlastenců, Anicu Benkovou a Ivana Gavora vytvořili přesvědčivě K. Hrobárová a M. Buocik. O Vychodilově výpravě platí totéž, co bylo řečeno u předchozí hry.
Lidová demokracie, orgán Československé strany lidové, 12.10.1948
Dosavadní tři soubory Vesnického divadla byly postupně doplněny ministrem informací a osvěty Václavem Kopeckým dalšími herci z oblastních a venkovských divadel, takže v září 1948 čítalo kolem 200 herců a hereček v celkem deseti pracovních skupinách. Samostatnou složku tvořil slovenský soubor, který se k 1. srpnu 1948 osamostatnil a vytvořil základ „Dědinského divadla“. Později existovaly 4 slovenské a jedna maďarská skupina. V září 1949 byl založen samostatný loutkářský soubor, který existoval až do konce roku 1951.
Ve všech divadlech vidíme důkladné přípravy na divadelní sezónu, prvou podle svobod divadelního zákona a ústavy 9. května, sezónu prvé přehlídky a kritického zhodnocení dosavadního uměleckého stavu, sezónu oslav třiceti let republiky, slavného naplňování dvouletky a vyhlášení pětiletky, prvou sezónu skutečné soutěže divadel, která oproštěna organisačně a hospodářsky ode všech zbytků soukromého podnikání ve všech svých formách provede oproštění lidí od návyků a myšlení soukromopodnikatelského a vychová svobodné lidovědemokratické umělce jasných hlav a myslí.
Tvorba: list pro kritiku a umění, 25.08.1948
K výročí 28. října přijal ministr zemědělství delegaci Syndikátu českých spisovatelů a umělecké vedení Vesnického divadla. Jménem uměleckých pracovníků Vesnického divadla sdělil ministru Ďurišovi umělecký vedoucí Antonín Martin Brousil, že Vesnické divadlo splnilo k 28. říjnu 1948 svou povinnost na 100 procent. Upozornil ho také na to, že Vesnické divadlo získalo v celostátní dramatické soutěži Divadelní žatva III. cenu mezi oblastními divadly a že až dosud předvedlo svou práci v 600 vesnicích pro čtvrt milionu diváků.
Nastudované hry se nejprve předváděly na zkušební scéně v Těšnově menší porotě, která posuzovala, zda je představení „po všech stránkách způsobilé” naplnit nejen předpoklad osvěžení vesnického života ve chvílích odpočinku, ale také zajistit vesnické kulturní povznesení a výchovu. Teprve po kontrolním představení se Vesnické divadlo rozjelo do míst, která mu před tím vybral Jednotný svaz českých zemědělců. Po únoru 1948 obdrželo také vlastní autobusy, dekorace, skládací jevištní konstrukce, zasouvací látkový horizont, reflektory, elektrorozvodnu a zvukovou aparaturu.
V každé obci hrálo Vesnické divadlo dva dny. Vedle dvou večerních představení pro dospělé se představilo i v jednom maňáskovém představení pro děti. Vstupné se pohybovalo od 5 do 15 Kčs. Každému představení předcházel proslov o poslání Vesnického divadla a po představení se konala rozprava vedoucího souboru s obecenstvem, která se už nesla na vlně agitační zemědělské kolektivizační politiky ministerstva zemědělství. Výsledky debaty s obecenstvem následně vyhodnotil v písemné zprávě vedoucí souboru, kterou předával ředitelství Vesnického divadla dalším a dalším příslušným orgánům.
Ze začátku pracovalo VD s hostujícími režiséry z Národního divadla i dalších divadel, k nimž patřili např. Karel Dostal, Vojta Novák, Jiří Plachý, František Salzer, František Filipovský, Jiří Steimar, Ota Ornest, Antonín Kandert, Míla Mellanová, Karel Palouš, Bohuš Stejskal, Oldřich Nový, Stanislav Langer, Drahoš Želenský a další. Téměř 30 pohostinských režisérů nastudovalo do roku 1952 celkem 80 her. V letech 1948 až 1957 byl stálým dramaturgem divadla Emanuel Janský.
Na konci roku 1950 pak dostalo VD k dispozici zámeček v Praze–Hloubětíně. Od začátku roku 1953 podléhalo VD Státnímu výboru pro věci umění, později pak Ministerstvu kultury. V srpnu 1950 byl založen stálý soubor režisérů VD, kde působili např. František Smažík, Gabriel Hart, Jaroslav Pleva, Alfréd Radok, Oto Ševčík aj. S divadlem spolupracovali různí výtvarníci a scénografové, mj. Václav Gottlieb, Adolf Wenig, František Tröster, Alex Vladimír Hrstka, Vlastislav Hofman a Jarmila Konečná.
V roce 1954 byl ustaven jedenáctý soubor VD – německý divadelní soubor. Od roku 1956 mělo VD již jen 9 souborů, neboť dva postoupilo Klatovskému zájezdovému divadlu pro západočeské pohraničí, kam přešel i ředitel František Smažík.
S VD vystupovali resp. v něm působili i Raoul Schránil, ve skupině Jindřicha Plachty pak František Kovářík, Lída Plachá, Eva Šmeralová, Zdeněk Řehoř, Jiří Holý, Otto Šimánek a další. Od roku 1954 ve Vesnickém divadle vystupovala díky Františku Smažíkovi i Zita Kabátová, avšak pod jménem svého bývalého manžela, jako Zita Králová.
V letech 1953 až 1954 si zde zahrál i mladý Vladimír Menšík, který sem nastoupil po úspěšném absolvování brněnské JAMU. Do roku 1954 účinkoval v celkem čtyřech představeních, a to: Otec (1953), U nás v Darmochlebech (1953), Hledač světla (1954) a Pevnost na severu (1954). Na představení Hledač světla, kde Vl. Menšík ztvárnil postavu Vincenta van Gogha, zavítal i slavný E. F. Burian, který se o představení vyjádřil velmi pochvalně. Dveře do jeho legendárního divadla D 34 byly pro Menšíka otevřené.
Na počátku sezóny 1959/1960 bylo Vesnické divadlo přejmenováno na Státní zájezdové divadlo (SZD), které vyjíždělo nejen na vesnice, ale i do oblastí, kde divadlo běžně nepůsobilo, například na velké stavby. V roce 1960 mělo divadlo 120 uměleckých pracovníků, pracujících v 8 skupinách, včetně jedné německé. V roce 1962 bylo SZD zrušeno.
Podle vzoru Vesnického divadla vznikla v dalších letech i obdobná divadla v zahraničí, např. Státní mazovské divadlo v Polsku (1956), Maďarské vesnické divadlo (1956) a Státní vesnické divadlo v NDR (1960).

## Ocenění
- 1950 Diplom mimořádného uznání za kulturní a osvětovou práci na vesnici
- 1950 Čestné uznání na Divadelní žatvě za nastudování hry L. Rachmanova Neklidné stáří (režie Karel Dostal, výprava Vlastislav Hofman)

## Citáty
| „                   | Z družného tvůrčího ovzduší Divadla 5. května vzešla taky myšlenka založit malý soubor, který by s představeními jezdil po českých a moravských vesnicích.…..A tento soubor, jehož duší byl Jindřich Plachta, i na plakátech nesl označení "Divadlo pod Plachtou". Brzy se spojil s Vesnickým divadlem, které vzniklo na podzim roku 1945. Stali jsme se jednou z prvních skupin tohoto nového divadla; měli jsme na plakátech jeho hlavičku, přitom však herci Divadla 5. května zůstávali i dál členy své mateřské scény. | “ |
| — František Kovářík | |   |

| „                  | Je to plachý, citově jemný projev, který se dobře uplatňuje zejména v intimních scénách. Je potřeba větší rozohněnosti – po určitém váhání – v konfliktech s otcem, před nímž má vrozený respekt. Také touto postavou je zapotřebí dokreslovat charakter Divíškův ostřeji než doposud. Sklonu k regionální výslovnosti je nutno se uvarovat. | “ |
| — František Smažík | |   |

## Nastudované divadelní hry, výběr
- 1945 František Ferdinand Šamberk: Josef Kajetán Tyl, režie František Smažík
- 1946 F. X. Svoboda: Poslední muž, režie František Smažík
- 1947 Fráňa Šrámek: Měsíc nad řekou, režie V. Týřl
- 1948 Molière: Chudák manžel, režie Bohuš Stejskal (j.h.)
- 1948 Eugene O'Neill: Farma pod jilmy, režie Karel Jernek (j.h.)
- 1948 Gabriela Zapolska: Morálka paní Dulské, režie František Salzer (j.h.)
- 1948 K. Simonov: Ruská otázka, režie Ota Ornest (j.h.)
- 1949 E.F.Burian: Krčma na břehu, režie Karel Dostal (j.h.)
- 1949 Molière: Lakomec, režie František Salzer (j.h.)
- 1950 V. K. Klicpera: Hadrián z Římsů, režie Karel Dostal (j.h.)
- 1950 N. V. Gogol: Ženitba, režie Vojta Novák (j.h.)
- 1950 L. Rachmanov: Neklidné stáří, režie Karel Dostal (j.h.)
- 1951 Alois Jirásek: Vojnarka, režie Jiří Plachý (j.h.)
- 1952 A. Arbuzov: Šest zamilovaných, režie Míla Mellanová
- 1953 A. N. Ostrovskij: Nemá kocor pořád posvícení, režie Alfréd Radok
- 1953 F. X. Šalda: Dítě, režie Jaroslav Pleva
- 1954 Jaroslav Hašek: Osudy dobrého vojáka Švejka, režie František Smažík
- 1954 Frank Tetauer: Ženich, režie Jaroslav Pleva
- 1954 William Shakespeare: Večer tříkrálový, režie František Smažík
- 1955 Karel Čapek: Matka, režie Jaroslav Kubát
- 1955 G. B. Shaw: Domy pana Sartoria, režie Jaroslav Pleva
- 1956 V. Petrovičová: Slamník, režie Oto Ševčík
- 1957 G. Hauptmann: Bobří kožich, režie Jaroslav Pleva
- 1957 Jan Drda: Hrátky s čertem, režie Oto Ševčík
- 1958 Anne Franková - F. Goodrichová a A. Hackett: Deník Anny Frankové, režie Jan Fišer
- 1958 V+W: Balada z hadrů, režie Karel Texel
- 1959 H. de Balzac: Evženie Grandetová, režie Jaroslav Pleva
- 1959 K. M. Walló: Princezna se zlatou hvězdou na čele, režie Jaroslav Pleva
- 1960 František Langer: Obrácení Ferdyše Pištory, režie Eleonora Cmuntová
- 1960 Oscar Wilde: Jak je důležité míti Filipa, režie Jiřína Martínková
- 1960 Alfréd Radok: Podivné příhody pana Pimpipána, režie Eleonora Cmuntová
- 1960 Božena Němcová: Neohrožený Mikeš, režie Jaroslav Pleva

## Statistika činnosti
Za prvních 15.divadelních sezón nastudovalo VD na 600 premiér, z toho více než 180 pro děti, uspořádalo na 34.000 představení, z toho 14.500 pro děti. VD navštívilo na 5,5 milionu návštěvníků, z toho okolo 2,2 milionu dětí.

## Zajímavosti
- 1950 Miliontý návštěvník divadla, Louňovice na Vlašimsku – rolník Fr. Stojánek
- 1954 Miliontý dětský návštěvník, Havraň u Mostu – pionýr V. Zoula
- 1959 Pětimiliontá návštěvnice, Mnich u Kamenice n.L. – rolnice M. Dvořáková